# Regina Elena (nave da battaglia)
Il Regina Elena è stata una nave da battaglia pre-dreadnought della Regia Marina, capoclasse della omonima classe.

## Storia
L'unità venne impostata a La Spezia nel 1901 e varata il 19 giugno 1904. L'armamento principale era costituito da due cannoni da 305/40 in torrette singole a prua e poppa più dodici cannoni da 203/45 in 6 torrette binate poste lateralmente (tre a tribordo tre a babordo). Pur essendo considerate le navi di questa classe delle eccellenti unità dalle caratteristiche ben equilibrate, a causa dei lunghi tempi di costruzione entrarono in servizio oramai superate dalle nuove corazzate monocalibro.
Entrata in servizio nello stesso 1904 al comando del Capitano di vascello Giovanni Boet, la nave svolse attività pressoché analoga a quella della gemella Vittorio Emanuele nel corso della guerra italo-turca. Durante la prima guerra mondiale svolse attività assai limitata tra Taranto, Messina e Valona effettuando otto missioni di guerra per 102 ore di moto e altre 217 ore per compiti di diversa natura. Nel dopoguerra fu prevalentemente impiegata come nave ammiraglia dipartimentale e nave scuola.
In origine dotate di due alberi, a seguito di un ammodernamento attorno al 1912 ne venne asportato uno. Dal luglio 1922 la nave fu classificata corazzata costiera fino alla radiazione avvenuta il 13 ottobre 1927, dopo esser stata posta in disarmo nel 1923. Dal 1927 rimase in servizio come unità da addestramento fino alla demolizione avvenuta nel 1932.